# Klokočevik
Klokočevik je naseljeno mjesto u Republici Hrvatskoj u sastavu općine Garčin u Brodsko-posavskoj županiji.

## Zemljopis
Klokočevik se nalaze na južnim obroncima Dilja, 7 km sjeverno od Garčina, susjedna naselja su Vrhovina na zapadu, Novo Topolje na istoku, te Trnjani na jugu.

## Stanovništvo
Prema popisu stanovništva iz 2011. godine Klokočevik je imao 607 stanovnika. 
| broj stanovnika | 485   | 507   | 500   | 667   | 779   | 935   | 965   | 1017  | 847   | 868   | 921   | 847   | 713   | 687   | 650   | 607   | 477   |
|                 | 1857. | 1869. | 1880. | 1890. | 1900. | 1910. | 1921. | 1931. | 1948. | 1953. | 1961. | 1971. | 1981. | 1991. | 2001. | 2011. | 2021. |

## Šport
- NK Dilj, nogometni klub

## Vanjske poveznice
- Stranice Općine Garčin/ Naselje Klokočevik  Arhivirana inačica izvorne stranice od 27. svibnja 2009. (Wayback Machine)